# Ugróvilla

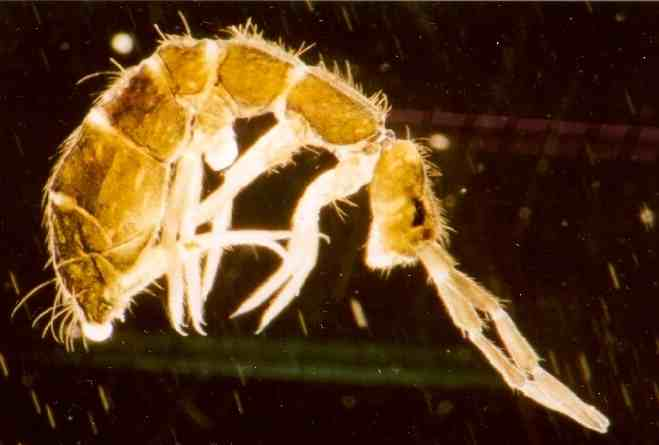
Isotoma nembe tartozó egyed jól látható ugróvillával.

Az ugróvilla (furcula) az ugróvillások (Collembola) speciális szerve. Egy farokszerű nyúlvány, amely a negyedik potrohszelvényen ered. Alkotásában egy alapíz és a két villaág vesz részt. A legtöbb Collembola faj rendelkezik vele, és ugrásra használják veszélyhelyzet esetén.

## Működése
Nyugalomban az állat hasi potroha alá hajlik, és a harmadik szelvényen lévő retinákulumnak nevezett szerkezet rögzíti. Amikor a retinákulum kienged, az ugróvilla kicsap és rugóként működve az ugróvillást a levegőbe repíti. A levegőben a kinyílt ugróvilla újra eredeti helyzetében rögzül, még mielőtt az állat visszaérkezne a földre. Helyváltoztatás céljából nem használják, csak a menekülés során.